# Box-office France 2017
Cet article présente le box-office en France au cours de l'année 2017.

## Les millionnaires
- États-Unis : 37 films
- France : 17 films
- Royaume-Uni : 1 film (coproduction franco-britannique)
- Total : 55 films

| Class. | Titre                                          | Pays                              | Réalisateur                      | Box-Office France | Semaines |
| ------ | ---------------------------------------------- | --------------------------------- | -------------------------------- | ----------------- | -------- |
| 1      | Star Wars, épisode VIII : Les Derniers Jedi    |                                   | Rian Johnson                     | 7 076 549         | 14 (fin) |
| 2      | Moi, moche et méchant 3                        | Kyle Balda et Pierre Coffin       | 5 637 548                        | 20 (fin)          |          |
| 3      | Raid dingue                                    |                                   | Dany Boon                        | 4 571 327         | 10 (fin) |
| 4      | Coco                                           |                                   | Lee Unkrich                      | 4 496 694         | 20 (fin) |
| 5      | Valérian et la Cité des mille planètes         |                                   | Luc Besson                       | 4 040 253         | 13 (fin) |
| 6      | Baby Boss                                      |                                   | Tom McGrath                      | 3 956 359         | 22 (fin) |
| 7      | Fast and Furious 8                             | F. Gary Gray                      | 3 838 447                        | 11 (fin)          |          |
| 8      | Pirates des Caraïbes : La Vengeance de Salazar | Joachim Rønning et Espen Sandberg | 3 676 016                        | 13 (fin)          |          |
| 9      | Alibi.com                                      |                                   | Philippe Lacheau                 | 3 581 581         | 17 (fin) |
| 10     | La Belle et la Bête                            |                                   | Bill Condon                      | 3 568 384         | 16 (fin) |
| 11     | Tous en scène                                  | Garth Jennings                    | 3 526 954                        | 12 (fin)          |          |
| 12     | Jumanji : Bienvenue dans la jungle             | Jake Kasdan                       | 3 375 633                        | 19 (fin)          |          |
| 13     | Les Gardiens de la Galaxie Vol. 2              | James Gunn                        | 3 232 533                        | 12 (fin)          |          |
| 14     | Cinquante nuances plus sombres                 | James Foley                       | 3 120 922                        | 8 (fin)           |          |
| 15     | Le Sens de la fête                             |                                   | Éric Toledano et Olivier Nakache | 3 020 447         | 28 (fin) |
| 16     | La Planète des singes : Suprématie             |                                   | Matt Reeves                      | 2 883 962         | 13 (fin) |
| 17     | Cars 3                                         | Brian Fee                         | 2 766 647                        | 14 (fin)          |          |
| 18     | La La Land                                     | Damien Chazelle                   | 2 746 019                        | 23 (fin)          |          |
| 19     | Dunkerque                                      | Christopher Nolan                 | 2 525 630                        | 16 (fin)          |          |
| 20     | Thor : Ragnarok                                | Taika Waititi                     | 2 513 412                        | 10 (fin)          |          |
| 21     | Épouse-moi mon pote                            |                                   | Tarek Boudali                    | 2 471 839         | 13 (fin) |
| 22     | Ferdinand                                      |                                   | Carlos Saldanha                  | 2 435 931         | 17 (fin) |
| 23     | Logan                                          | James Mangold                     | 2 333 382                        | 12 (fin)          |          |
| 24     | Spider-Man: Homecoming                         | Jon Watts                         | 2 311 502                        | 16 (fin)          |          |
| 25     | Ça                                             | Andrés Muschietti                 | 2 223 006                        | 10 (fin)          |          |
| 26     | Wonder Woman                                   | Patty Jenkins                     | 2 165 068                        | 12 (fin)          |          |
| 27     | Au revoir là-haut                              |                                   | Albert Dupontel                  | 2 055 669         | 32 (fin) |
| 28     | Santa et Cie                                   | Alain Chabat                      | 2 008 785                        | 9 (fin)           |          |
| 29     | L'École buissonnière                           | Nicolas Vanier                    | 1 883 285                        | 16 (fin)          |          |
| 30     | Paddington 2                                   |                                   | Paul King                        | 1 872 569         | 18 (fin) |
| 31     | Seven Sisters                                  |                                   | Tommy Wirkola                    | 1 862 681         | 12 (fin) |
| 32     | Les Schtroumpfs et le Village perdu            | Kelly Asbury                      | 1 798 262                        | 19 (fin)          |          |
| 33     | Lion                                           | Garth Davis                       | 1 788 122                        | 23 (fin)          |          |
| 34     | Split                                          | M.Night Shyamalan                 | 1 782 431                        | 14 (fin)          |          |
| 35     | Kingsman : Le Cercle d'or                      | Matthew Vaughn                    | 1 735 156                        | 12 (fin)          |          |
| 36     | Justice League                                 | Zack Snyder                       | 1 724 136                        | 10 (fin)          |          |
| 37     | Kong: Skull Island                             | Jordan Vogt-Roberts               | 1 613 179                        | 9 (fin)           |          |
| 38     | Baywatch : Alerte à Malibu                     | Seth Gordon                       | 1 590 369                        | 10 (fin)          |          |
| 39     | Le Crime de l'Orient-Express                   | Kenneth Branagh                   | 1 464 930                        | 12 (fin)          |          |
| 40     | Transformers: The Last Knight                  | Michael Bay                       | 1 428 793                        | 8 (fin)           |          |
| 41     | Il a déjà tes yeux                             |                                   | Lucien Jean-Baptiste             | 1 393 737         | 13 (fin) |
| 42     | La Momie                                       |                                   | Alex Kurtzman                    | 1 373 537         | 9 (fin)  |
| 43     | Un sac de billes                               |                                   | Christian Duguay                 | 1 317 033         | 11 (fin) |
| 44     | Rock'n Roll                                    | Guillaume Canet                   | 1 300 270                        | 8 (fin)           |          |
| 45     | Alien: Covenant                                |                                   | Ridley Scott                     | 1 291 906         | 8 (fin)  |
| 46     | Patients                                       |                                   | Grand Corps Malade et Mehdi Idir | 1 284 147         | 14 (fin) |
| 47     | Annabelle 2 : La Création du mal               |                                   | David F. Sandberg                | 1 232 440         | 13 (fin) |
| 48     | Blade Runner 2049                              | Denis Villeneuve                  | 1 227 481                        | 21 (fin)          |          |
| 49     | Get Out                                        | Jordan Peele                      | 1 145 664                        | 18 (fin)          |          |
| 50     | L'Ascension                                    |                                   | Ludovic Bernard                  | 1 136 827         | 10 (fin) |
| 51     | Le Brio                                        | Yvan Attal                        | 1 114 392                        | 18 (fin)          |          |
| 52     | Sahara                                         | Pierre Coré                       | 1 110 644                        | 14 (fin)          |          |
| 53     | La Promesse de l'aube                          | Éric Barbier                      | 1 053 149                        | 16 (fin)          |          |
| 54     | À bras ouverts                                 | Philippe de Chauveron             | 1 026 289                        | 9 (fin)           |          |
| 55     | Ghost in the Shell                             |                                   | Rupert Sanders                   | 1 021 231         | 9 (fin)  |

## Les records par semaine
| Semaines    | Titre                                       | Pays                        | Réalisateur  | Entrées   |
| ----------- | ------------------------------------------- | --------------------------- | ------------ | --------- |
| 1re semaine | Star Wars, épisode VIII : Les Derniers Jedi |                             | Rian Johnson | 2 510 462 |
| 2e semaine  | Star Wars, épisode VIII : Les Derniers Jedi | 1 515 132                   | Rian Johnson |           |
| 3e semaine  | Star Wars, épisode VIII : Les Derniers Jedi | 1 648 428                   | Rian Johnson |           |
| 4e semaine  | Star Wars, épisode VIII : Les Derniers Jedi | 828 401                     | Rian Johnson |           |
| 5e semaine  | Coco                                        | Lee Unkrich                 | 820 946      |           |
| 6e semaine  | Coco                                        | Lee Unkrich                 | 528 618      |           |
| 7e semaine  | Moi, moche et méchant 3                     | Kyle Balda et Pierre Coffin | 171 439      |           |
| 8e semaine  | Moi, moche et méchant 3                     | Kyle Balda et Pierre Coffin | 131 943      |           |
| 9e semaine  | Moi, moche et méchant 3                     | Kyle Balda et Pierre Coffin | 122 578      |           |
| 10e semaine | Baby Boss                                   | Tom McGrath                 | 56 439       |           |
| 11e semaine | Moi, moche et méchant 3                     | Kyle Balda et Pierre Coffin | 39 280       |           |
| 12e semaine | Baby Boss                                   | Tom McGrath                 | 15 712       |           |
| 13e semaine | Moi, moche et méchant 3                     | Kyle Balda et Pierre Coffin | 27 477       |           |

## Plus longues durées à l'affiche
| Semaines    | Titre                   | Pays       | Réalisateur                      |
| ----------- | ----------------------- | ---------- | -------------------------------- |
| 32 semaines | Au revoir là-haut       | France     | Albert Dupontel                  |
| 28 semaines | Le Sens de la fête      | France     | Eric Toledano et Olivier Nakache |
| 23 semaines | Lion                    | États-Unis | Garth Davis                      |
| 23 semaines | La La Land              | États-Unis | Damien Chazelle                  |
| 22 semaines | Baby Boss               | États-Unis | Tom McGrath                      |
| 21 semaines | Blade Runner 2049       | États-Unis | Denis Villeneuve                 |
| 20 semaines | Coco                    | États-Unis | Lee Unkrich                      |
| 20 semaines | Moi, moche et méchant 3 | États-Unis | Kyle Balda et Pierre Coffin      |

## Box-office par semaine
| #  | Date (à partir du) | Film no 1                                      | Pays      | Entrées   |
| -- | ------------------ | ---------------------------------------------- | --------- | --------- |
| 1  | 4 janvier 2017     | Rogue One: A Star Wars Story                   |           | 394 389   |
| 2  | 11 janvier 2017    | La Grande Muraille                             |           | 375 857   |
| 3  | 18 janvier 2017    | Il a déjà tes yeux                             |           | 455 096   |
| 4  | 25 janvier 2017    | Tous en scène                                  |           | 805 197   |
| 5  | 1er février 2017   | Raid dingue                                    |           | 1 468 155 |
| 6  | 8 février 2017     | Cinquante nuances plus sombres                 |           | 1 618 110 |
| 7  | 15 février 2017    | Alibi.com                                      |           | 1 124 383 |
| 8  | 22 février 2017    | Alibi.com                                      | 803 476   |           |
| 9  | 1er mars 2017      | Logan                                          |           | 932 601   |
| 10 | 8 mars 2017        | Kong: Skull Island                             | 625 572   |           |
| 11 | 15 mars 2017       | Kong: Skull Island                             | 522 936   |           |
| 12 | 22 mars 2017       | La Belle et la Bête                            | 1 281 588 |           |
| 13 | 29 mars 2017       | Baby Boss                                      | 1 059 393 |           |
| 14 | 5 avril 2017       | Baby Boss                                      | 703 609   |           |
| 15 | 12 avril 2017      | Fast and Furious 8                             | 1 861 108 |           |
| 16 | 19 avril 2017      | Fast and Furious 8                             | 864 108   |           |
| 17 | 26 avril 2017      | Les Gardiens de la Galaxie Vol. 2              | 1 401 339 |           |
| 18 | 3 mai 2017         | Les Gardiens de la Galaxie Vol. 2              | 817 941   |           |
| 19 | 10 mai 2017        | Alien: Covenant                                | 675 785   |           |
| 20 | 17 mai 2017        | Le Roi Arthur : La Légende d'Excalibur         | 362 905   |           |
| 21 | 24 mai 2017        | Pirates des Caraïbes : La Vengeance de Salazar | 1 346 594 |           |
| 22 | 31 mai 2017        | Pirates des Caraïbes : La Vengeance de Salazar | 908 606   |           |
| 23 | 7 juin 2017        | Wonder Woman                                   | 755 369   |           |
| 24 | 14 juin 2017       | La Momie                                       | 474 305   |           |
| 25 | 21 juin 2017       | Alerte à Malibu                                | 620 061   |           |
| 26 | 28 juin 2017       | Transformers: The Last Knight                  | 810 533   |           |
| 27 | 5 juillet 2017     | Moi, moche et méchant 3                        | 1 756 100 |           |
| 28 | 12 juillet 2017    | Moi, moche et méchant 3                        | 1 020 495 |           |
| 29 | 19 juillet 2017    | Dunkerque                                      |           | 925 204   |
| 30 | 26 juillet 2017    | Valérian et la Cité des mille planètes         |           | 1 640 681 |
| 31 | 2 août 2017        | La Planète des singes : Suprématie             |           | 1 103 867 |
| 32 | 9 août 2017        | La Planète des singes : Suprématie             | 673 389   |           |
| 33 | 16 août 2017       | La Planète des singes : Suprématie             | 387 834   |           |
| 34 | 23 août 2017       | La Planète des singes : Suprématie             | 262 748   |           |
| 35 | 30 août 2017       | Seven Sisters                                  | 573 072   |           |
| 36 | 6 septembre 2017   | Seven Sisters                                  | 360 648   |           |
| 37 | 13 septembre 2017  | Barry Seal: American Traffic                   | 271 607   |           |
| 38 | 20 septembre 2017  | Ça                                             | 908 589   |           |
| 39 | 27 septembre 2017  | Ça                                             | 581 250   |           |
| 40 | 4 octobre 2017     | Le Sens de la fête                             |           | 808 544   |
| 41 | 11 octobre 2017    | Kingsman : Le Cercle d'or                      |           | 641 173   |
| 42 | 18 octobre 2017    | Le Sens de la fête                             |           | 507 882   |
| 43 | 25 octobre 2017    | Thor : Ragnarok                                |           | 1 140 386 |
| 44 | 1er novembre 2017  | Thor : Ragnarok                                | 707 698   |           |
| 45 | 8 novembre 2017    | Épouse-moi mon pote                            |           | 341 694   |
| 46 | 15 novembre 2017   | Justice League                                 |           | 834 493   |
| 47 | 22 novembre 2017   | Justice League                                 | 418 969   |           |
| 48 | 29 novembre 2017   | Coco                                           | 1 016 059 |           |
| 49 | 6 décembre 2017    | Coco                                           | 619 289   |           |
| 50 | 13 décembre 2017   | Star Wars, épisode VIII : Les Derniers Jedi    | 2 510 462 |           |
| 51 | 20 décembre 2017   | Star Wars, épisode VIII : Les Derniers Jedi    | 1 515 132 |           |
| 52 | 27 décembre 2017   | Star Wars, épisode VIII : Les Derniers Jedi    | 1 648 428 |           |

## Classements complémentaires
- Box-office par années